# Revúca
Revúca és una ciutat d'Eslovàquia. Es troba a la regió de Banská Bystrica, és capital del districte de Revúca.

## Història
La primera menció escrita de la vila es remunta al 1243.

## Demografia
| Godina             | 1994   | 2004   | 2014   | 2024    |
| ------------------ | ------ | ------ | ------ | ------- |
| Nombre de persones | 14.001 | 13.147 | 12.620 | 10.874  |
| Diferència         |        | −6,09% | −4,00% | −13,83% |

| Godina             | 2023   | 2024   |
| ------------------ | ------ | ------ |
| Nombre de persones | 10.958 | 10.874 |
| Diferència         |        | −0,76% |

## Ciutats agermanades
- Kazincbarcika, Hongria
- Lędziny, Polònia
- Litovel, República Txeca
- Uster, Suïssa

1. 1 2  «Počet obyvateľov podľa pohlavia - obce (ročne) [om7101rr_obce=AREAS_SK]».   Statistical Office of the Slovak Republic, 31-03-2025. [Consulta: 31 març 2025].